# Żabi król (film 2008)
Żabi król (niem. Der Froschkönig) – niemiecki film familijny fantasy z 2008 roku, należący do cyklu filmów telewizyjnych Najpiękniejsze baśnie braci Grimm. Film jest adaptacją baśni braci Grimm pt. Żabi król.

## Fabuła
Księżniczka Zofia świętuje swoje osiemnaste urodziny. Otrzymuje prezent, który kazała jej przekazać jej matka, która zmarłą kilka lat wcześniej. Dziewczyna dostaje od matki złotą kulę, której zadaniem jest ochrona księżniczki przed błędami. Podczas wspólnej zabawy z przyjaciółkami, kula niechcący wpada do niedalekiego stawu. Zofia jest szczególnie załamana utratą kuli, ponieważ tego wieczoru ma stanąć przed wyborem swojego przyszłego męża. W momencie gdy zostaje sama, podchodzi do niej żaba, która jak się okazuje, potrafi mówić ludzkim głosem. Żaba pomaga księżniczce wyjąć kulę ze stawy, lecz w zamian prosi dziewczynę, by wzięła ją do zamku. Zofia jednak nie dotrzymuje obietnicy. Wraca do zamku. Król, dowiedziawszy się o zaistniałej sytuacji, każe dziewczynie wpuścić żabę na przyjęcie. Wtenczas księżniczka odkrywa sekret żaby. 

## Obsada[1]
- Sidonie von Krosigk: księżniczka Zofia
- Friedrich von Thun: król Carlasto
- Richy Müller: Heinrich
- Alexander Merbeth: książę Florian(Żabi król)
- Marie Luise Stahl: Anna
- Janina Stopper: Mera
- Joana Mendl-Fink: Katarzyna
- Johanna Leinen: księżniczka Gustava
- Moritz Schulze: książę Friedrich
- Jonathan Beck: Johannes
- Roland Schreglmann: Harald
- Constantin Hochkeppel: Henry
- Johanna Liebeneiner: Mathilda
- Isabelle Höpfner: Elisabeth